# Gezeitengletscher

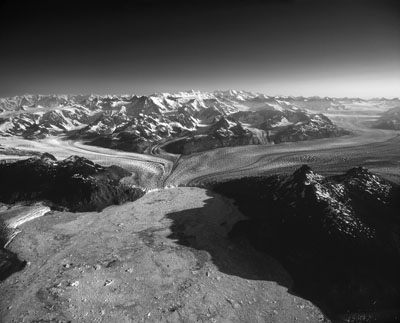
Der Columbia-Gletscher in Alaska, der weltweit am besten erforschte Gezeitengletscher

Als Gezeitengletscher (auch Meeresgletscher) werden Gletscher bezeichnet, die im Meer enden und die durch das sogenannte Kalben Eisberge produzieren. Der Begriff schließt im Süßwasser kalbende Gletscher nicht ein. Sollen diese einbezogen werden, sollte der Begriff „kalbende Gletscher“ verwendet werden. Das Ausmaß der Gezeiten spielt zumindest für die begriffliche Klassifizierung allerdings keine Rolle. Gezeitengletscher gibt es in der heutigen Zeit nur in höheren Breiten jenseits des 45. Breitengrads. Es gibt sie in Alaska, der kanadischen Arktis, Grönland, Spitzbergen, Nowaja Semlja und Antarktika sowie einige wenige auch in Patagonien. Bei vielen Gezeitengletschern handelt es sich um Auslassgletscher einer Eiskappe oder eines Eisschildes.
Das Kalben im Meer stellt einen bedeutenden Ablationsprozess dar, etwa 70 Prozent des Wassers, das die Gletscher und Eisschilde weltweit an die Ozeane abgeben, gelangt auf diese Weise ins Meer. Die meisten Gezeitengletscher außerhalb der Polargebiete enden mit einem steilen Eiskliff, das auf dem Meeresboden steht. Aber insbesondere in den Polargebieten kann der Gletscher auch weit genug ins Wasser vorstoßen, dass das Gletscherende aufschwimmt und eine schwimmende Zunge oder ein Schelfeis bildet.
Bei Gezeitengletschern wurde ein zyklischer Prozess beobachtet, der keinen direkten Zusammenhang mit den klimatischen Bedingungen hat, bei dem sich die Länge des Gletschers periodisch ändert. Bei diesem Tidewater Glacier Cycle genannten Prozess spielt zum einen eine Rolle, dass sich die Kalbungsgeschwindigkeit mit zunehmender Wassertiefe erhöht, zum anderen, dass der Gletscher durch Anhäufungen von Moränen am Meeresgrund die Wassertiefe reduziert.